# Ганжуржаб
Ганжуржаб (1903—1971) — монгольский военный деятель, генерал маньчжурской армии, действовавшей под эгидой Японской империи. Деятель борьбы за независимость Внутренней Монголии от Китая.

## Биография
Второй сын гуна Бабучжаба, одного из монгольских лидеров борьбы за независимость. После смерти отца учился в Токио в Университете Васэда, в Военной академии Императорской армии Японии.
В 1927 году после выпуска из Академии женился на маньчжурской принцессе Ёсико Кавасиме, которая с восьми лет воспитывалась в семье японца и находилась под контролем японских спецслужб. Свадьба состоялась в Порт-Артуре, ныне китайский Далянь. Их брак продлился два года.
Служил в Национальной армии Мэнцзяна, затем в Маньчжурской императорской армии, которая обучалась и оснащалась Японией для использования против Китая.
В августе 1945 года СССР объявил войну Японии. На тот момент Ганжуржаб был генерал-лейтенантом и командовал девятым военным округом. Утром 16 августа он покинул боевые позиции. Войска округа, оставшись без командования, разбежались. В эти дни его брат (также генерал), командовавший десятым округом, приказал монголам-подчинённым убить всех японских офицеров, после этого две тысячи его солдат без боя сдались Красной армии.
Ганжуржаб был арестован советскими войсками, позднее передан властям КНР. Содержался в Фушуньской тюрьме для военных преступников, в 1960-х годах амнистирован.
Умер в 1971 году.